# Ioan Mang
Ioan Mang (Arad, 15 luglio 1958) è un politico rumeno, membro del Partito Social Democratico, ministro dell'istruzione, della ricerca, della gioventù e dello sport nel Governo Ponta I per 8 giorni dal 7 al 15 maggio 2012.

## Biografia
Mang ha studiato all'Università Politecnica di Timișoara dal 1978 al 1983 e ha conseguito il dottorato in ingegneria nel 1998. È stato responsabile di dipartimento dal 1993 al 2000 mentre, a partire dal marzo 2001, è stato rettore dell'Università di Oradea. Dal 2001 è membro del PSD. Mang è sposato e ha due figli.

## Accusa di plagio
Il 10 maggio 2012 gli sono state rivolte delle accuse di plagio riguardanti diverse pubblicazioni scientifiche. In seguito allo scandalo, Ion Mang si è dimesso da ministro della pubblica istruzione il 15 maggio 2012, dopo solo una settimana dall'inizio dell'incarico.